# Євсекція
Євсекція, аббр. від Єврейська секція — назва єврейських комуністичних секцій ВКП(б), створених у період існування СРСР поряд з іншими національними секціями при ВКП(б), а також при компартіях України (КП(б)У) та Білорусі (КП(б)Б). Головним завданням цих національних секцій було поширення комуністичної ідеології серед національних меншин їх рідною мовою та залучення їх у будівництво соціалістичного суспільства. Для рядових членів соціал-демократичних та інших непролетарських партій революційної спрямованості, створених до 1917 року на національній основі (Бунд, Поалей Ціон), євсекції грали роль своєрідного шлюзу на шляху до входження до лав основного складу ВКП(б), який за статутом формувався на принципах пролетарського інтернаціоналізму.

## Історія створення
Перша Євсекція була організована в липні 1918 року в Орлі, друга — у Вітебську, а потім ще в 11 містах із єврейським населенням. Створена для придушення проявів релігійності та буржуазного націоналізму в єврейському середовищі і прагнула замінити єврейську культуру традиційного єврейського містечка (ідішкайт) пролетарською культурою. Євсекції впроваджували ідеї диктатури пролетаріату серед єврейського робітничого класу. Перша конференція Євсекцій відбулася у жовтні 1918 року у Москві.

## Персоналії
До Євсекції крім більшовиків увійшли багато представників Бунда, Поалей-Ціона та інших революційних єврейських партій.
Головою Центрального бюро Єврейської секції ВКП(б) був обраний Семен Діманштейн (1886—1937).
Члени Центрального бюро:
- Іван Сударський
- Юлій Шимеліович (1890—1919)
- Аркадій Альський (1892—1936)
- Самуїл Агурський (1884—1947)
- А. Криницький-Бампі (1896—1971).

Видатний ідеолог руху Естер (Малка Марія Яківна) Фрумкіна (1880—1941) — одна із засновниць Бунда. Після розпуску Євсекції Фрумкіна очолила факультет єврейської мови та культури в Університеті національних меншин, а потім працювала ректором цього навчального закладу до його закриття у 1936 році. Після розпуску Євсекції Естер Фрумкіна очолила факультет єврейської мови та культури в Університеті національних меншин, а потім була ректором цього навчального закладу до його закриття у 1936 році.

## Газета «Дер Емес»
Центральний орган Євсекцій — газета «Дер Емес» (їдишом). Виходила з 1918 до 1939 року. Головний редактор газети (1921—1937) Мойсей Літваков. Редакція: А. Чемериський (1880—1942), А. Мережин (1880—1937), Ш. Епштейн (1881—1945).

## Ідеологія
Багато євреїв-революціонерів прагнули, прийшовши до влади, ліквідувати національно-культурні передумови «єврейського питання», яке гостро стояло в російському суспільстві, шляхом культурної інтеграції єврейства в нове суспільство на «пролетарсько-революційній» платформі. На думку професора Юрія Сльозкіна, одночасно з російською революцією відбувалася єврейська — за зміну громадського порядку в єврейському середовищі.
Багато євреїв-комуністів були налаштовані проти традиційної єврейської містечкової культури (ідішкайт). Як і інші революціонери-марксисти того часу, вони були атеїстами, прихильниками кардинальних змін у суспільстві та вірили у пролетарський інтернаціоналізм. Хоча багато членів евекції заперечували єврейський націоналізм чи сепаратизм у політиці, вони, однак, зовсім не прагнули асиміляції єврейської культури.

## Створення єврейської пролетарської культури

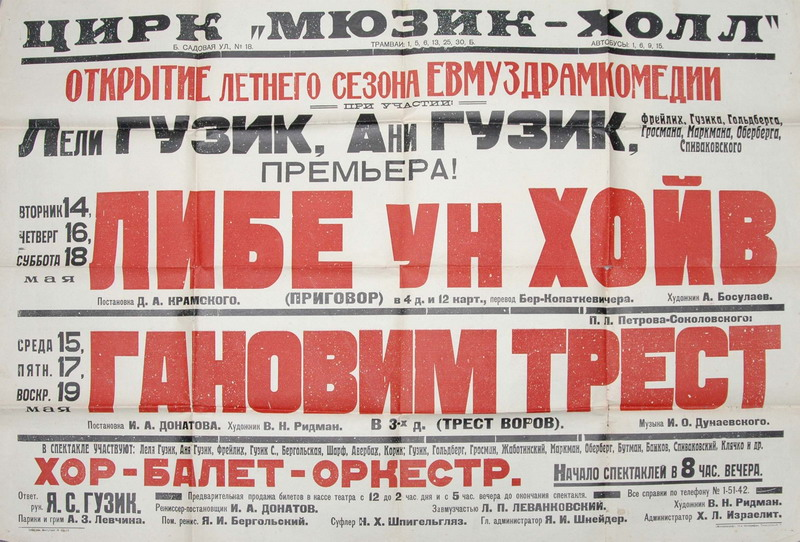
Афіша «Відкриття літнього сезону Євмуздрамкомедії», Москва, 1920-ті роки.

Радянська влада робила у 1920-х — 1930-х роках зусилля заохотити «радянську пролетарську культуру» на їдиші як контрзахід проти традиційного єврейського «буржуа» чи культури «штетл». Єврейська газета Дер Емес («Правда») виходила з 1918 до 1938 року.
Протягом деякого часу в 1920-х роках їдиш був однією з чотирьох офіційних мов Білорусі. Протягом 1920-х та 1930-х років багато освітніх закладів у колишній смузі осілості навчання велося їдишем. Було створено 5 єврейських національних районів:
- Калініндорфський (адміністративний центр — Калініндорф сучасної Херсонської області),
- Сталіндорфський (Сталіндорф сучасної Дніпропетровської області),
- Новозлатопільський (Новозлатопіль сучасної Запорізької області)
- Фрайдорфський (Фрайдорф у Криму) та
- Ларіндорфський (Ларіндорф також у Криму).

У низці областей України велося судочинство їдишем. Було створено Єврейський пролетарський театр у Москві, а також мережу театрів на їдиші у Києві, Одесі та інших містах.
В університетах Москви, Києва, Харкова, Мінська та інших міст масово відкривалися єврейські кафедри та кабінети, створено науково-дослідні інститути для вивчення єврейського фольклору, мови та лінгвістики.
За сприяння Євсекції було створено єврейські секції при Спілках письменників Росії, України та Білорусії та у Середній Азії.
Євсекція займалася створенням єврейських колективних господарств та вирішенням проблем декласованого єврейського населення.
Зі змінами в єврейському суспільстві з'явилися нові слова та поняття: шабесник (суботник), пейсаховник, йомкіперник. Так тепер називалися єврейські робочі дні, пов'язані з найбільш священними для релігійних євреїв днями: Шабатом, Песахом та Йом-Кіпуром. Ці поняття добре передавали войовничий атеїзм нового єврейського життя.
Публіцист Міхаель Дорфман вважає, що «Програма соціалістичного перетворення радянського єврейства» Центрального Бюро Єврейської Секції Комуністичної партії більшовиків, написана в 1926 році колишньою видною діячкою Бунда Естер Фрумкін (відомою в революційних колах як товариш Есфірь), мало відрізнялася від сучасних сіоністських проєктів.
Самі євреї активно перетворювали синагоги на клуби, бібліотеки, магазини, кінотеатри, спортзали. Молоді комуністи, як і молоді кібуцники чи бундисти писали свої великодні перекази агадот, створювали нові обряди, як «ройтер брис» (червоне обрізання), куди запрошували своїх неєврейських товаришів.
Після закриття Євсекції культурна діяльність на їдиші в СРСР була поступово згорнута.

## Боротьба з ідеологічними ворогами
Більшовики вважали іврит «реакційною мовою», вважаючи, що він пов'язаний з юдаїзмом та сіонізмом. Він був офіційно заборонений Наркомпросом (комісаріат освіти) у 1919 році. Книги на івриті та періодичні видання припинили з'являтися та вилучалися з бібліотек; остання радянська публікація цією мовою була здійснена в 1926 році. Московський театр на івриті Габіма був затаврований головою Євсекції Семеном Діманштейном як «примха… представників буржуазії, які хочуть… повернути євреїв до релігійних забобонів».

## Розпуск
Євсекція була розформована у 1930 році, після створення Єврейської автономної області. Багато з її членів загинули під час масових репресій 1937—1938 років.